# Rouge de la Baltique

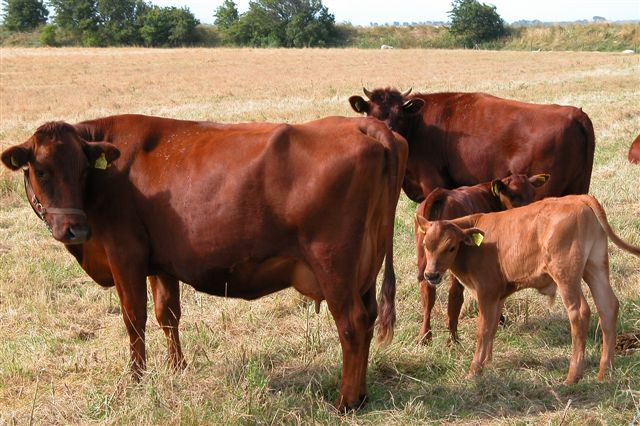
Troupeau de rouge du Danemark

Le rouge de la Baltique est un rameau de races bovines issues d'une population sauvage localisée en Prusse-Orientale.

## Origine historique
Cette population, domestiquée de longue date, probablement depuis l'Antiquité, a donné naissance à de nombreuses races. La répartition géographique permet de situer l'origine du rameau du côté de la Prusse-Orientale et les pays baltes. Des animaux ont progressivement été exportés vers la Scandinavie, et l'Allemagne.

## Caractéristiques morphologiques
Elles ont toutes en commun :
- robe unie de froment foncé à presque noir en passant par le rouge et l'acajou foncé. Souvent, la tête et les pattes sont plus foncées. Les races de la Baltique orientale sont rouge clair alors que celles d'Allemagne, Danemark ou France sont plus foncées. Cette couleur dénote un métissage avec des holstein plus ou moins poussé.
- Aptitude à la production laitière. La quantité de lait est intéressante, mais sa qualité (taux protéiques et butyreux) l'est tout autant: c'est un lait bien proportionné pour la fabrication de fromage. Cette qualité se transmet lors de croisements.
- Adaptation à un milieu froid et humide.

## Races apparentées
- Allemagne : L'Angeln ou Angler, Harzer rotvieh, Vogelsberger rotvieh
- Danemark : la Rodt dansk malkekvog (danoise rouge). Il s'agit de la plus sélectionnée et la plus productive en lait. Elle a été exportée pour améliorer les autres races.
- Estonie : Eesti punane.
- France et Belgique : la rouge flamande et rouge de Belgique, ex rouge de Flandres occidentale.
- Lettonie : Danijas sarkana.
- Lituanie : Lietuvos zalieji ou rouge de Lituanie.
- Norvège : Vestlandsk raudkolle.
- Pologne : c'est la rouge de Pologne ou Polish Red.
- République tchèque : Česká červinka
- Suède : Rödkulla ou rouge de Suède.
- Ukraine : Rouge des steppes.

Pour Philippe Dubois, les races allemandes, danoises et franco-belges appartiendraient au rameau des races du littoral de la mer du Nord. Leur couleur plus foncée et leur capacité laitière reconnue, plaide pour cette origine, à moins qu'il ne s'agisse d'un métissage des deux rameaux.
Ces races de qualité laitières affirmées, ont été à l'origine de croisements améliorateurs ou d'exportation. En effet, elles sont mieux adaptées aux hivers rigoureux que les holstein et la richesse de leur lait les prédispose à l'élaboration de beurre et de fromage.

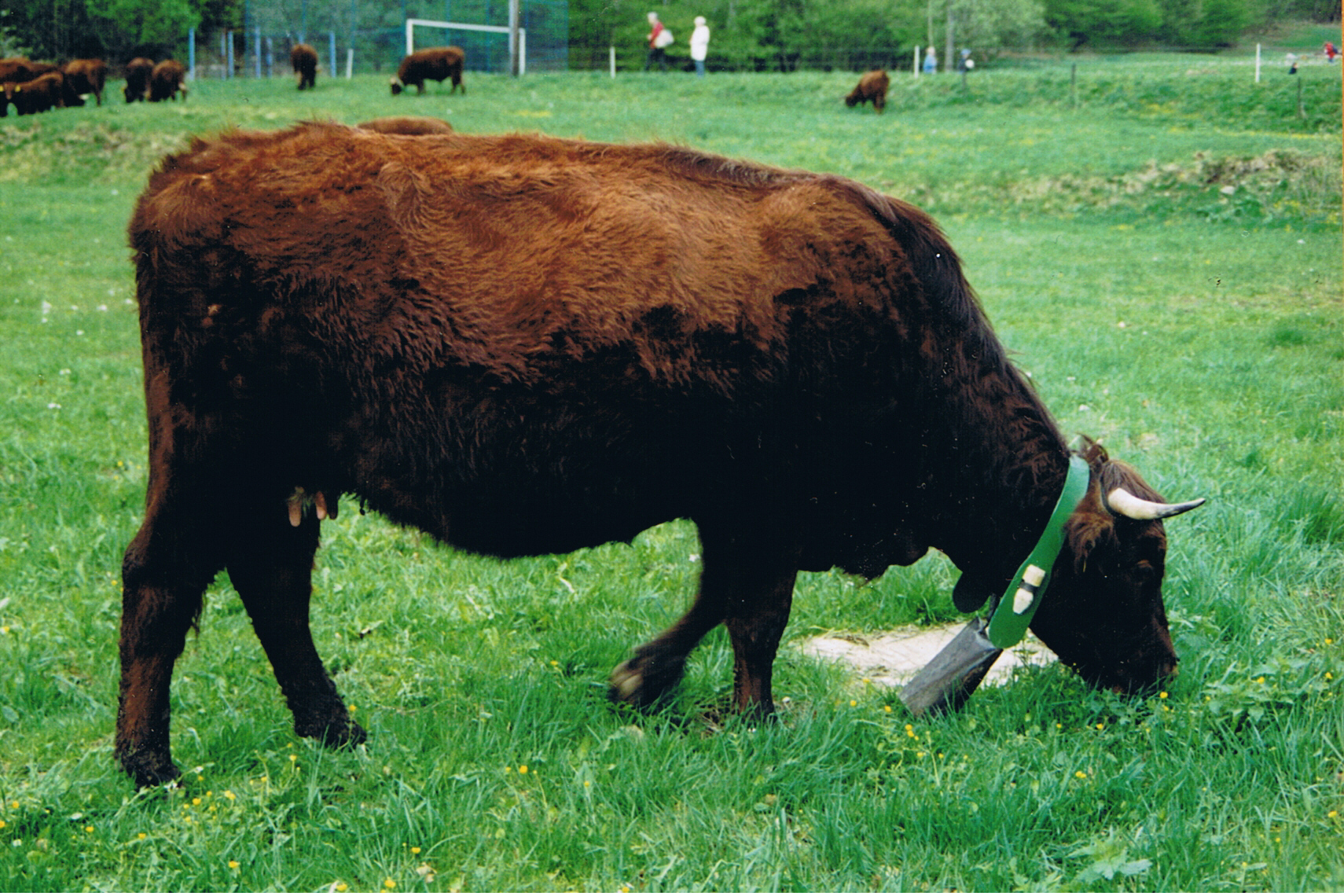
Harzer rotvieh en Allemagne
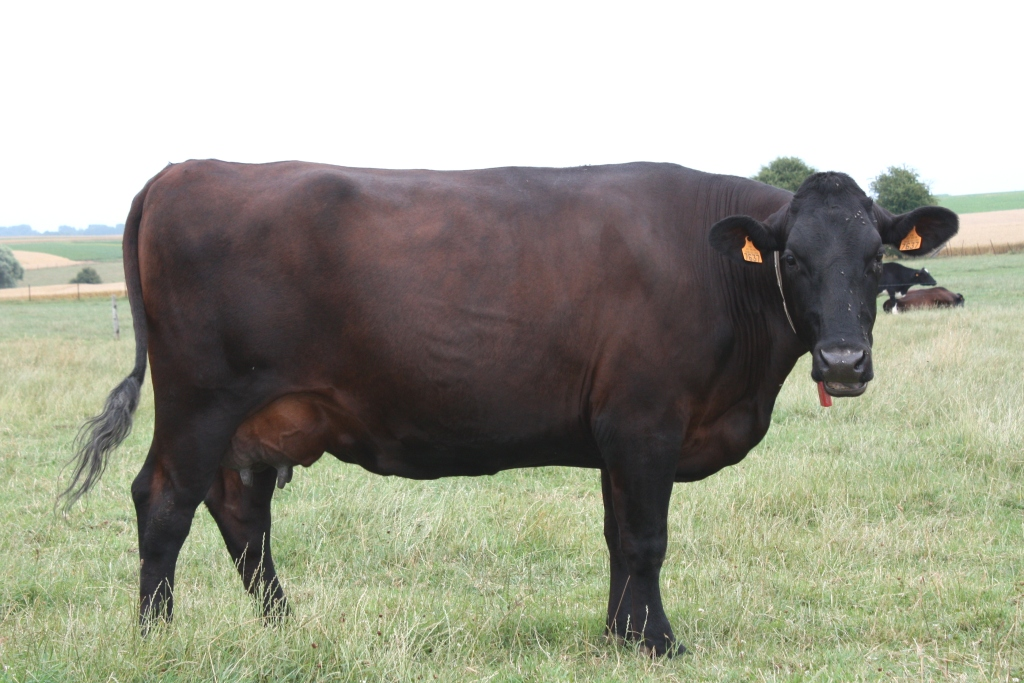
Rouge flamande
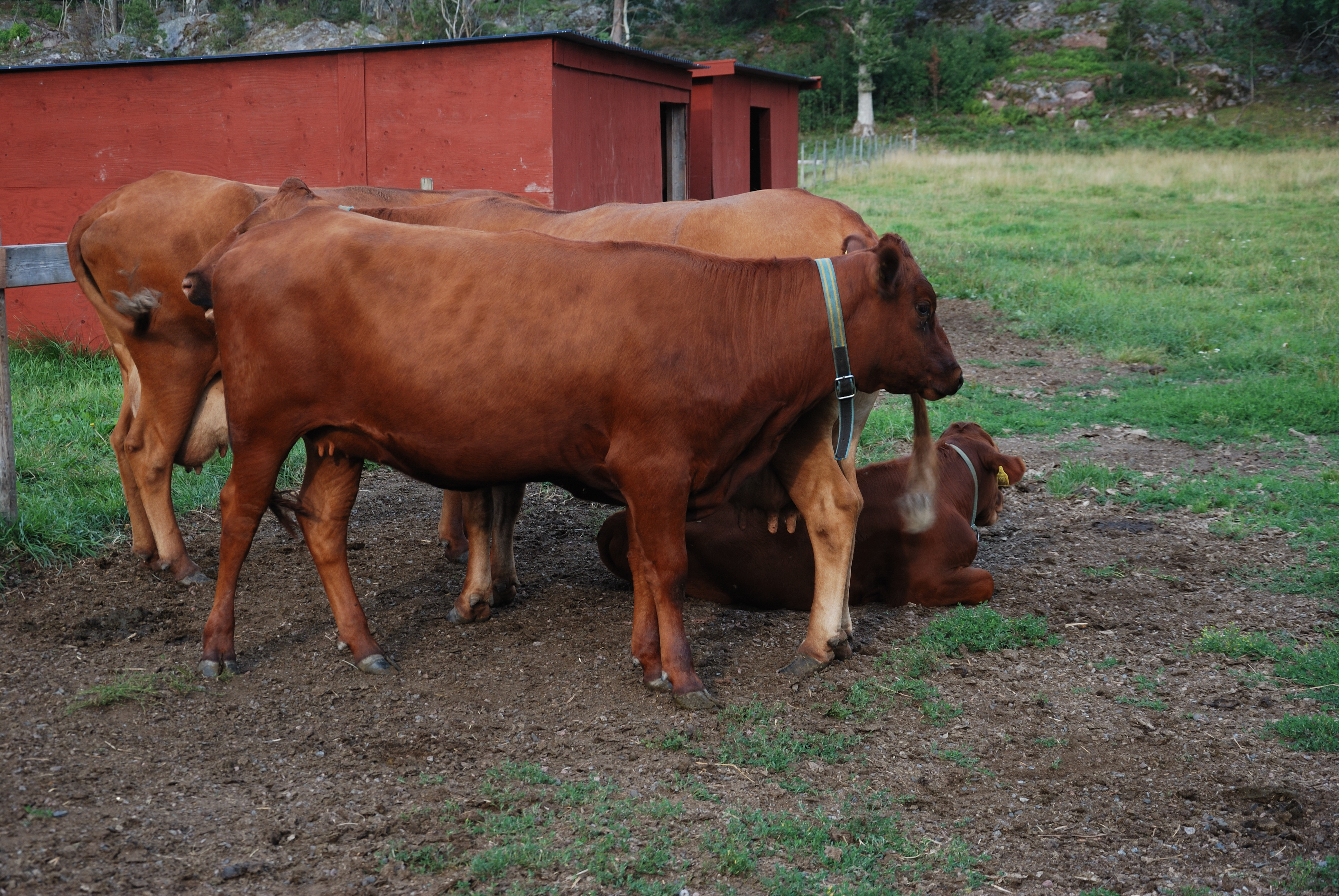
Rouge de Suède
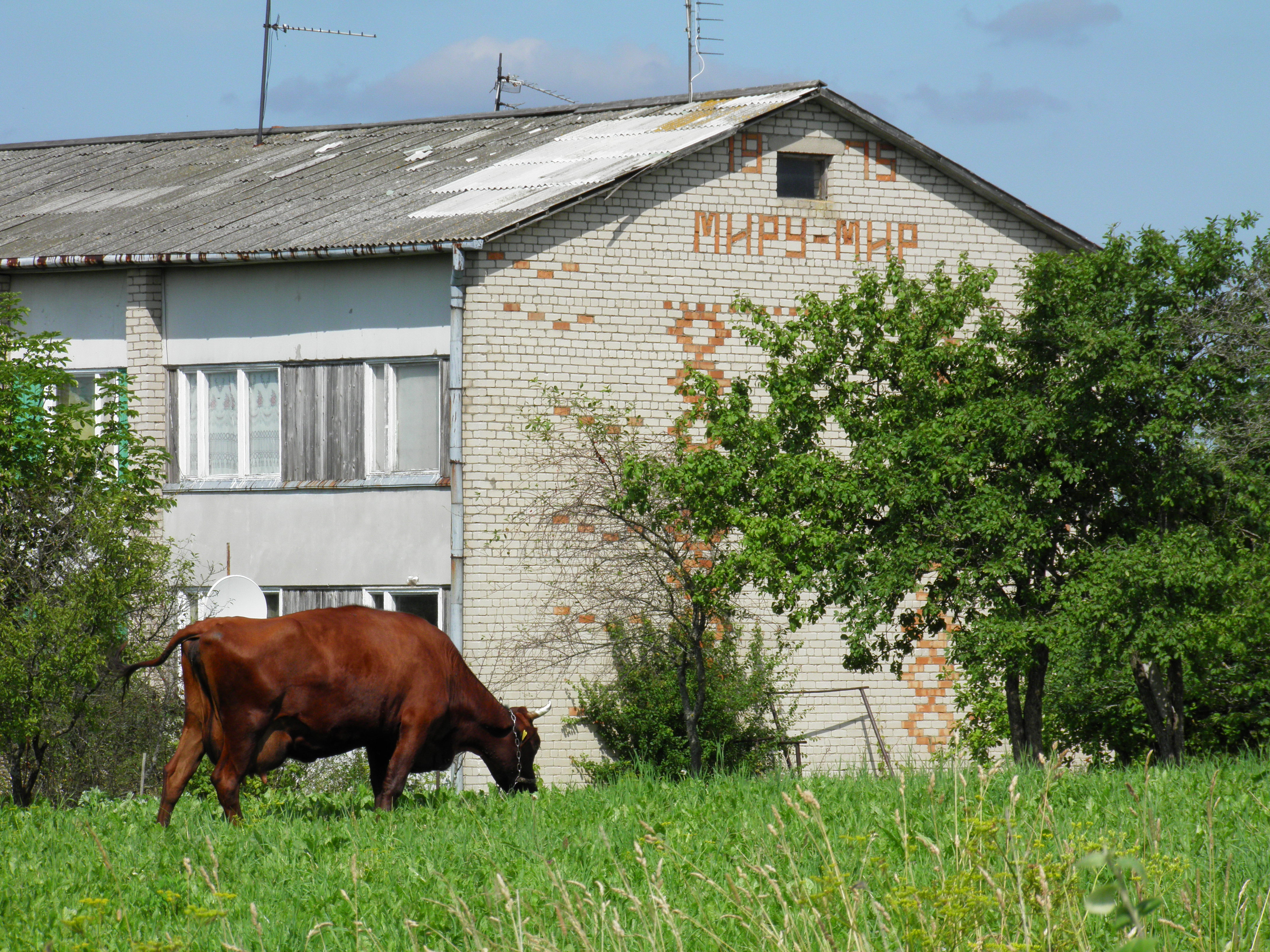
Vache rouge en Lituanie.

## Sources